# Bikenibeu
Bikenibeu är en ort i Kiribati.   Den ligger i örådet Tarawa och ögruppen Gilbertöarna, i den östra delen av landet, 17 km öster om huvudstaden Tarawa. Bikenibeu Village ligger 11 meter över havet och antalet invånare är 6 170.
Terrängen runt Bikenibeu Village är mycket platt.  Närmaste större samhälle är Tarawa, 16,9 km väster om Bikenibeu Village. 